# Villers-Pol
Villers-Pol ist eine französische Gemeinde mit 1.230 Einwohnern (Stand: 1. Januar 2022) im Département Nord in der Region Hauts-de-France. Sie gehört zum Kanton Avesnes-sur-Helpe im Arrondissement Avesnes-sur-Helpe.

## Geografie
Die Gemeinde Villers-Pol liegt am Flüsschen Rhonelle im Regionalen Naturpark Avesnois in der historischen Landschaft Hennegau, sieben Kilometer südöstlich von Valenciennes und sechs Kilometer südwestlich der Grenze zu Belgien. Sie grenzt im Norden an Curgies, im Nordosten an Jenlain, im Osten an Frasnoy, im Südosten an Orsinval, im Süden an Le Quesnoy, im Südwesten an Ruesnes, im Westen an Sepmeries und Maresches sowie im Nordwesten an Préseau. Die ehemalige Route nationale 45 führt durch Villers-Pol.

## Bevölkerungsentwicklung
| Jahr                              | 1962 | 1968 | 1975 | 1982 | 1990 | 1999 | 2006 | 2012 | 2021 |
| Einwohner                         | 1137 | 1098 | 1036 | 1214 | 1256 | 1254 | 1248 | 1239 | 1262 |
| Quellen: Cassini, EHESS und INSEE |      |      |      |      |      |      |      |      |      |

## Sehenswürdigkeiten
- Kirche Saint-Martin von 1772, 1790 abgebrannt und wiedererrichtet
- zwei Kapellen

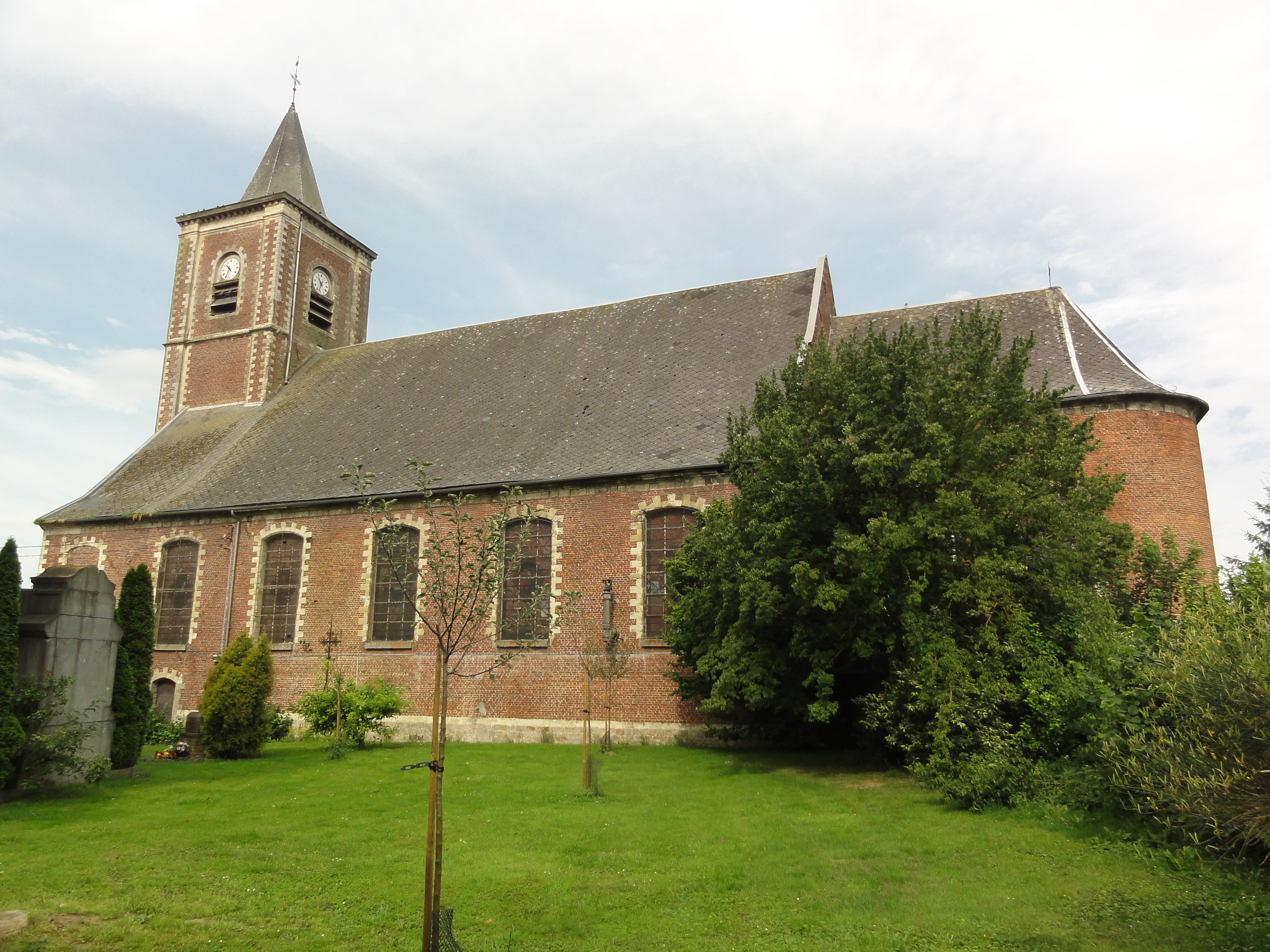
Kirche Saint-Martin
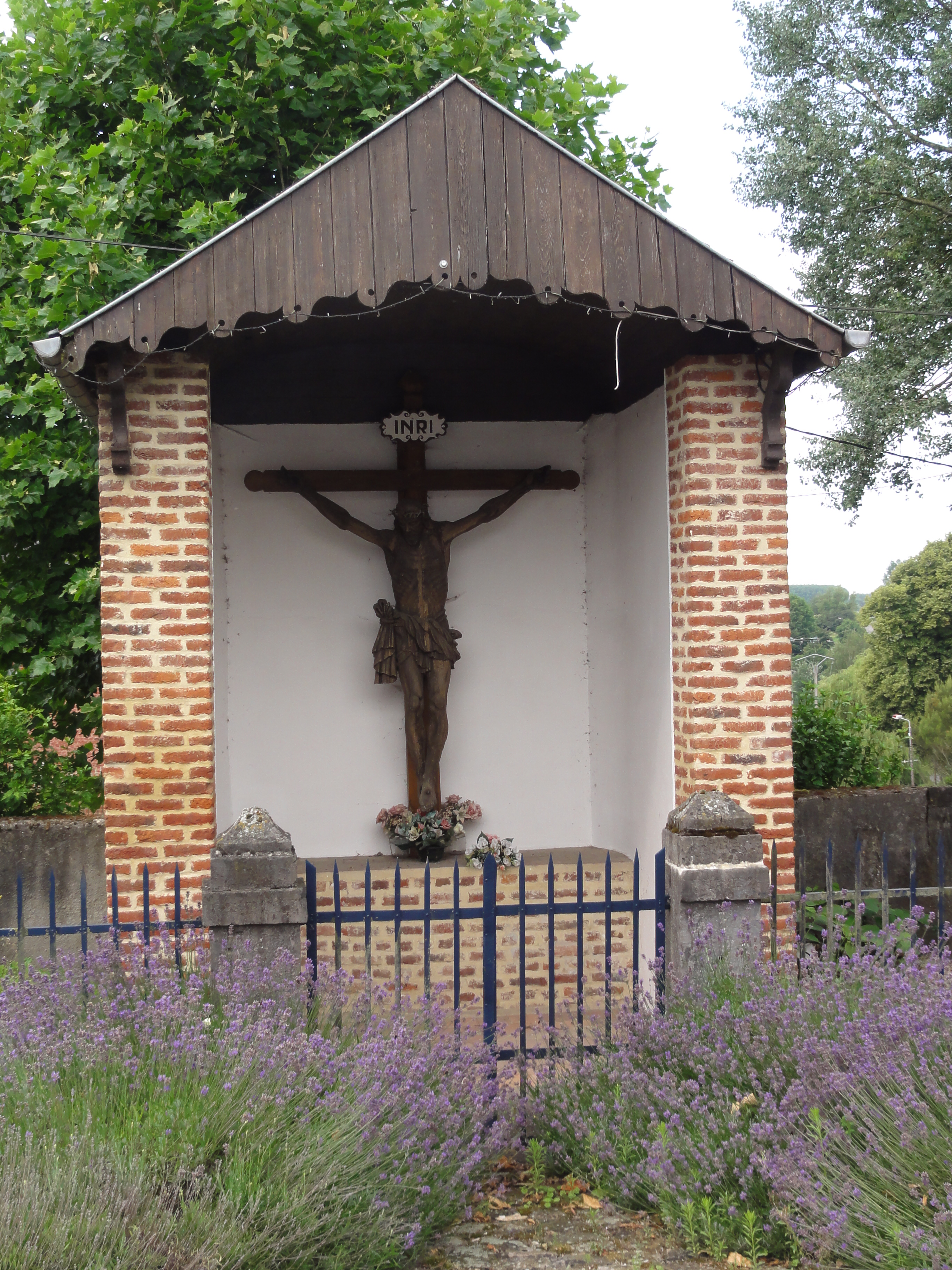
Chapelle du Calvaire
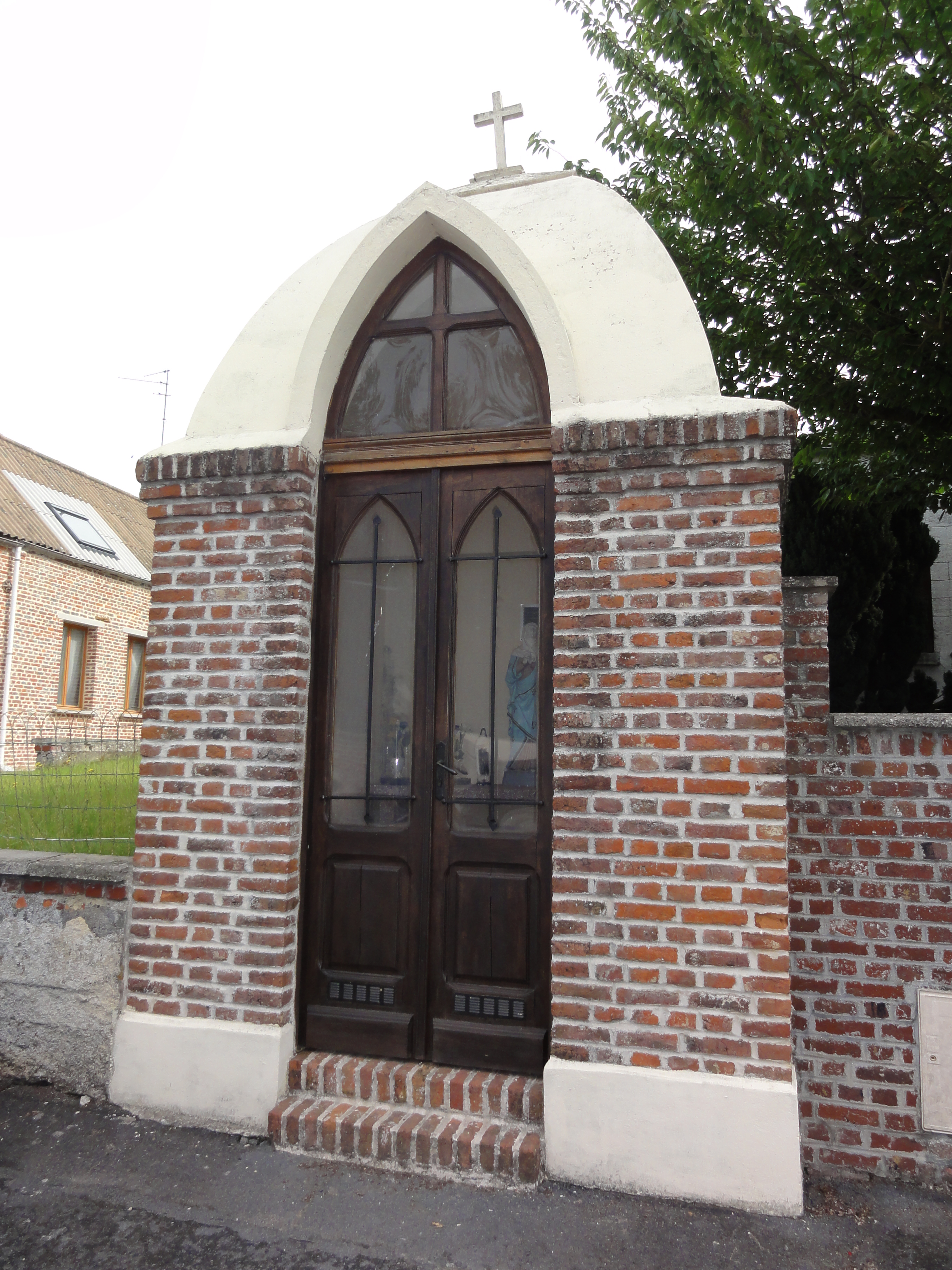
Chapelle de la Vierge Marie
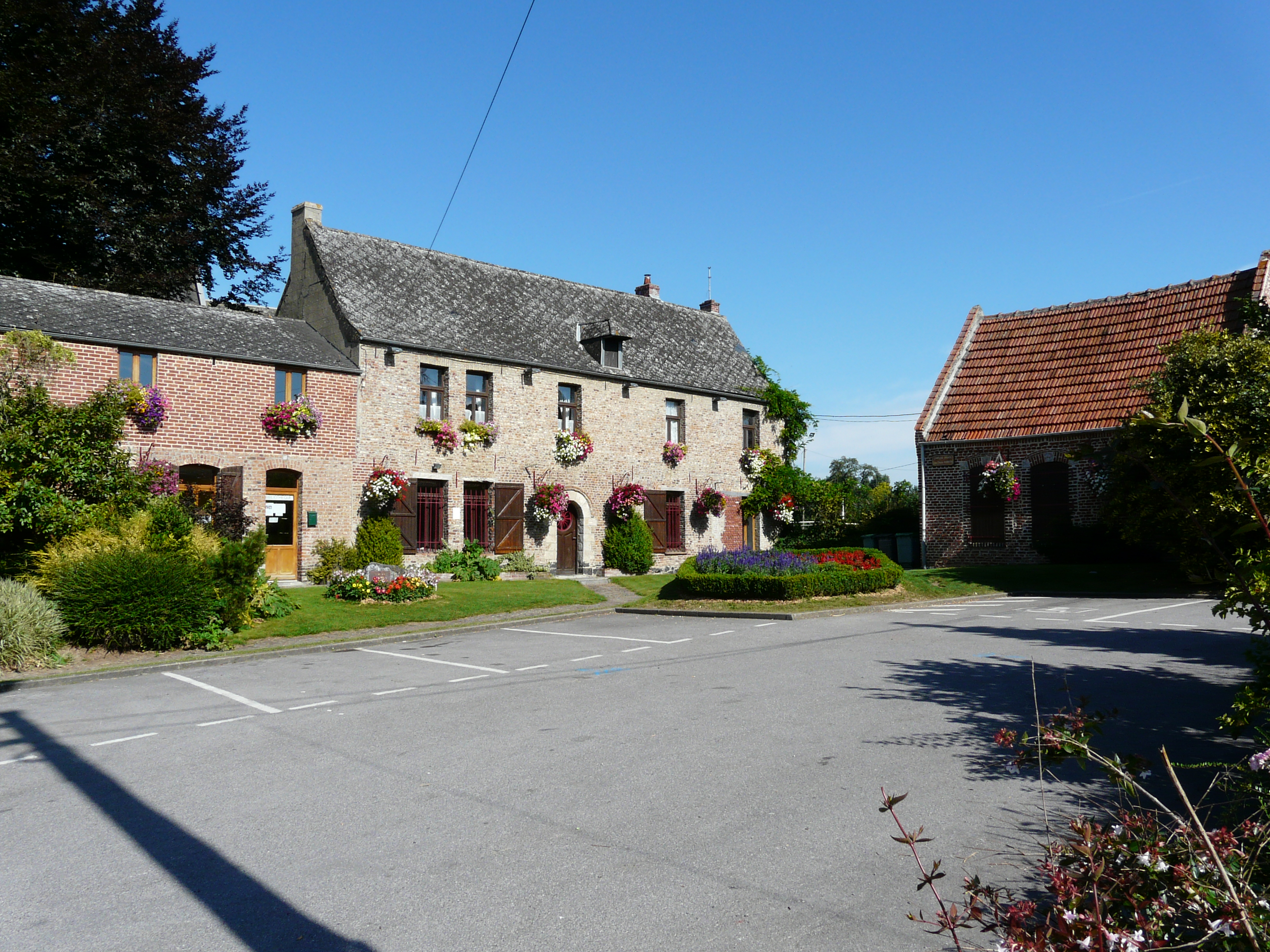
Ehemaliges Pfarrhaus
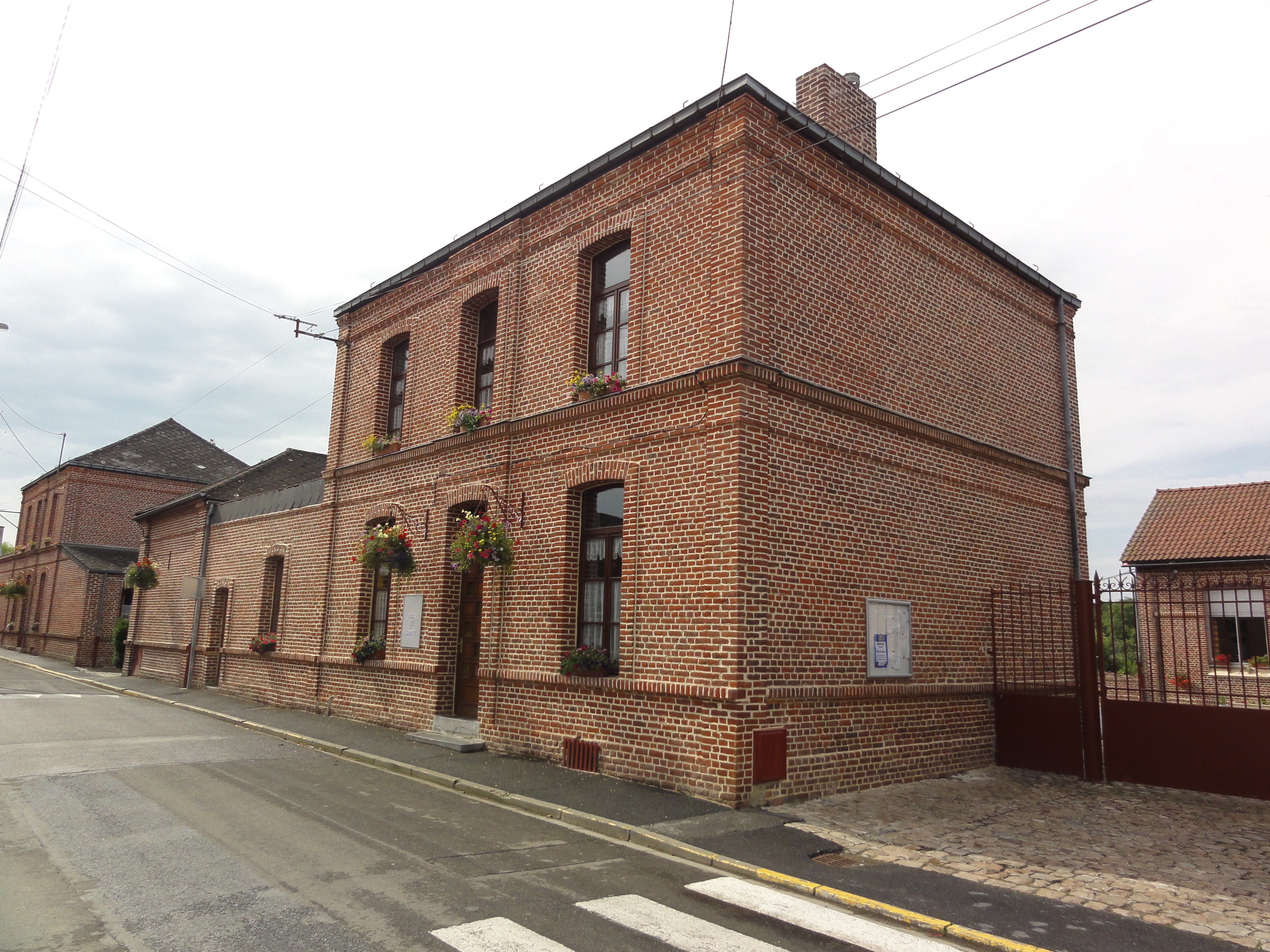
Schule
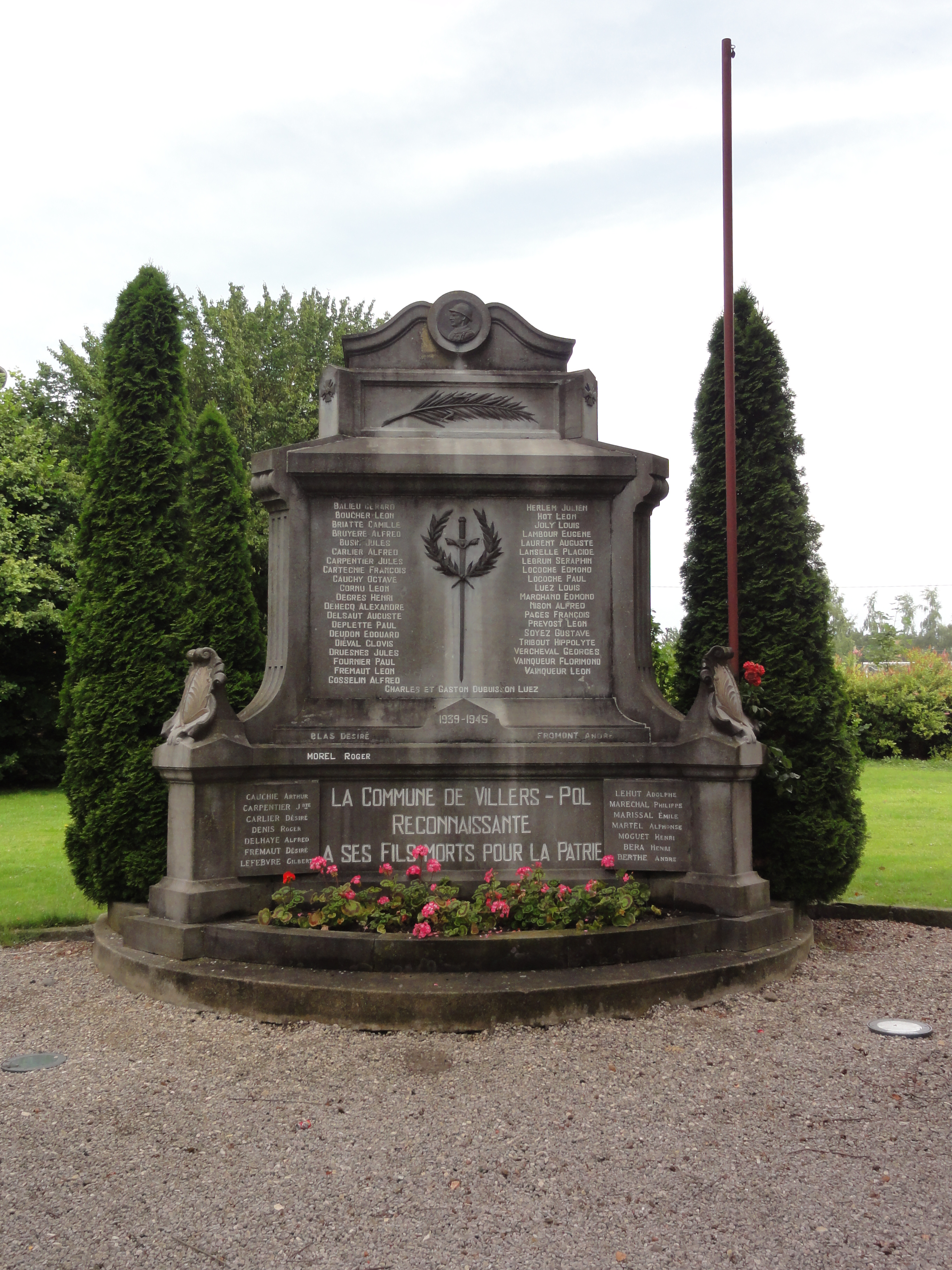
Gefallenendenkmal